# صادق محصولی
سید محمدصادق محصولی (زادهٔ ۱۳۳۸) نظامی، سیاستمدار و سرمایه‌دار ایرانی است که در دولت نهم از سال ۱۳۸۷ تا ۱۳۸۸ به‌عنوان وزیر کشور فعالیت می‌کرد و در دولت دهم نیز در فاصله سال‌های ۱۳۸۸ تا ۱۳۹۰ سمت وزیر رفاه و تأمین اجتماعی را برعهده داشت. وی در طول جنگ ایران و عراق، از فرماندهان ارشد سپاه پاسداران بشمار می‌آمد. او از سال ۱۳۹۹، دبیرکل جبهه پایداری انقلاب اسلامی است.
وی در ۱۸ مهر ۱۳۹۰ توسط اتحادیه اروپا تحریم و از ورود به کشورهای این اتحادیه محروم و کلیه دارایی‌هایش در اروپا توقیف شد.

## زندگی‌نامه
محصولی لیسانس مهندسی عمران و فوق لیسانس مدیریت بازرگانی دارد. وی فعالیت خود را در جهاد سازندگی آغاز کرد، و همچنین از نزدیکان محمود احمدی‌نژاد در سپاه و دوران استانداری اردبیل بود و در مدت فعالیت خود، فرماندار ارومیه، معاون استاندار آذربایجان غربی، فرمانده سپاه منطقه ۵ «آذربایجان شرقی و غربی»، مسئول بازرسی سپاه پاسداران، دبیر تشکیلاتی به نام شورای مشورتی در مجمع تشخیص مصلحت نظام نیز بوده است. محصولی رئیس ستاد انتخاباتی علی‌اکبر ولایتی در نهمین دوره انتخابات ریاست جمهوری در ارومیه بوده است. او از دوستان قدیم احمدی‌نژاد است و در سال ۱۳۸۴ برای پست وزارت نفت به مجلس هفتم معرفی شد ولی در نهایت با مخالفت نمایندگان وقت مجلس قبل از رأی‌گیری برای رأی اعتماد، انصراف داد.
روح‌الله حسینیان از حامیان محصولی در مجلس هشتم شورای اسلامی در پاسخ به سؤال مبنی بر احتمال استفاده از پول محصولی به نفع تبلیغات انتخاباتی اصول‌گرایان گفت: «اصولگرایان باید یک نفر پولدار داشته باشند تا از آن‌ها حمایت کند تا بتوانند رای بیاورند.»
در آبان ۱۳۸۷ او برای تصدی پست وزارت کشور به مجلس معرفی شد. او پس از استیضاح و برکناری علی کردان به مجلس معرفی شد. در ۲۸ آبان ۱۳۸۷ از مجموع ۲۷۳ نماینده حاضر در جلسه، ۱۳۸ نفر به انتصاب او رای موافق و ۱۱۲ نفر رای مخالف و ۲۰ نفر دیگر رای ممتنع دادند. او همچنین باجناغ سابق علی اکبر ولایتی بوده است.
محصولی در روز ۲۵ آبان ۱۳۸۸ با رای ضعیف نمایندگان مجلس شورای اسلامی (۱۴۹ رای موافق از مجموع ۲۶۵ رای ماخوذه) به عنوان وزیر رفاه و تأمین اجتماعی انتخاب شد. پیشتر احمدی‌نژاد فاطمه آجرلو را برای این سمت معرفی کرده بود، که با رای عدم اعتماد نمایندگان از این سمت بازماند.

### اختلافات با برادران باکری
سال ۱۳۶۱ در زمانی که محصولی به فرماندهی سپاه استان‌های آذربایجان غربی، شرقی و اردبیل منصوب شد، به علت آنکه علی باکری از بنیانگذاران سازمان مجاهدین خلق بوده و در دوران محمد رضا پهلوی اعدام شده است، به مخالفت با برادران باکری (حمید و مهدی باکری) پرداخت. اما او خود در گفتگویی این موضوع را رد کرده است.

## ثروت
در هنگام جلسه رأی اعتماد به محصولی برای تصدی پست وزارت نفت در مجلس هفتم ایران، برخی نمایندگان مجلس با طرح موضوع ثروت محصولی با انتصاب او به این پست مخالفت کردند به‌طوری‌که در نهایت خود او مجبور به انصراف شد. یک سایت خبری مدعی ثروتی هنگفت برای محصولی شد، اما محصولی این گونه ارقام را تکذیب کرده است. همچنین در سال ۱۳۸۴ علی عسگری نماینده وقت مشهد در مجلس هفتم با طرح پرونده ۵/۶ میلیون دلاری وی در خصوص نفت تاجیکستان اعلام کرد که این موضوع در کمیسیون اصل ۹۰ در حال پیگیری است. محصولی اعلام کرده که در ۴۴ مزایده شرکت کرده و تنها در سه مزایده برنده شده است و درآمدهای او حاصل آن مزایده‌ها می‌باشد. قدرت‌الله علیخانی نماینده قزوین در مجلس هفتم شورای اسلامی ایران دربارهٔ محصولی گفته است: محصولی باید پاسخ دهد که منزل گران‌قیمت، درآمد میلیاردی، برج‌های میرداماد و زمین‌های بزرگ منطقه حسنی کیا را چگونه به دست آورده است. امیرحسین قاضی زاده هاشمی، نماینده مشهد در گفتگو با فارس گفته است: سرمایه وی از راه مشروع کسب شده که بخشی از آن را با کمک تعدادی از بچه‌های جنگ صرف راه اندازی مؤسسه خیریه‌ای به منظور سرپرستی از ۴۰ خانواده بی سرپرست و ۴۰۰ کودک یتیم کرده است.
حرف و حدیث‌ها پیرامون ثروت محصولی بسیار گسترده بوده است. به‌طور مثال علی مطهری مدعی شد که قاسم روانبخش در مناظره اش با زاکانی گفته است که صادق محصولی مبلغی معادل ،۴۵۰٬۰۰۰٬۰۰۰ تومان به عنوان خمس شرعی به مراجع پرداخته است و از آن در جهت تبلیغ جبهه پایداری انقلاب اسلامی استفاده کرده است قاسم روانبخش نیز در پاسخ به این ادعا اظهارداشت: آنچه که آقای مطهری به عنوان دلسوز فرهنگ کشور در این مناظره مطرح کردند و استفاده از خبر دروغ برای مغلوب کردن حریف خود دور از انتظار و کاری ناشایست بود. روانبخش ادامه داد: هیچ تخلف مالی در کارنامه محصولی چه در وزارت کشور و چه در وزارت رفاه وجود ندارد چرا که اگر داشت همین آقایان خبرش را به کره ماه نیز می‌رساندند.

### سوآپ نفت
منصور حقیقت‌پور یکی از طراحان نیروی قدس در مصاحبه خود با انتخاب گزارش مفصلی از رانت سوآپ نفتی، صادق محصولی و جبهه پایداری داده است. به گفته وی، محصولی آدمی بود که خالص سازی را در ارومیه راه انداخت و باعث انزوای خانواده شهیدان مهدی و حمید باکری شد. وی در ادامه گفت، وقتی وی به تهران آمد، به دلایلی که دلایل آن را نیز به موقع خواهم گفت در یک خانه ۷۰ متری در سلسبیل مستأجر می‌شود. پس از این دوره، سوآپ یک رانت خیلی بزرگی بود که باعث ثروتمند شدن محصولی شد. وی در رابطه با برج سازی محصولی نیز بیان کرد، من می‌خواهم بدانم تعداد برج‌هایی که از رانت شهرداری تهران توسط محصولی در جماران و کامرانیه و فرمانیه ساخته شد چقدر بود و آیا وجوه قانونی آن را داده‌اند یا خیر؟ تراکم را چگونه استفاده کردند؟ اگر این آمار را ندهند من نشان خواهم داد. افشار سلیمانی سفیر سابق ایران در جمهوری آذربایجان و علی صوفی وزیر سابق تعاون نیز گفته‌های حقیقت پور را تأیید نمودند و بیان کردند در آن زمان ۳ میلیارد تومان پول سوآپ نفتی به حساب صادق محصولی واریز شده است. سلیمانی در بخش دیگر از سخنان خود با بیان اینکه احمدی‌نژاد بنیان‌گذار رانت، فساد اداری، اختلاس در جمهوری اسلامی است، گفت: محصولی وارد پروژه نفتی شد و از این طریق بنیان ثروتمندی او گذاشته شد، در هر صورت سوآپ نفتی پولی بود که با استانداری احمدی‌نژاد به محصولی رسید.

## پرونده‌ها و اتهامات
پرونده‌ای در مورد قرارداد انتقال نفت به نخجوان که توسط محصولی انجام شده است، در کمیسیون اصل نود مجلس هفتم مطرح شد. حشمت‌الله فلاحت‌پیشه نماینده اسلام‌آباد غرب دربارهٔ این قرارداد گفته است که طبق شایعه‌ها محصولی تنها کسی است که خارج از وزارت نفت، امتیاز سوآپ نفت کسب کرده است. همچنین طبق شایعه‌ها محصولی در زمانی که مسئول خرید اراضی متعلق به بنیاد شهید برای سپاه پاسداران بوده است با شکایت بنیاد شهید در این معامله مواجهه شد که در نهایت پرونده مختومه و محصولی تبرئه شد.

## وزارت کشور

### رأی اعتماد مجلس
در ۲۸ آبان ۱۳۸۷ جلسه رأی اعتماد به محصولی برای تصدی پست وزارت کشور برگزار گردید. او در نهایت به عنوان وزیر کشور انتخاب شد. درست یکسال بعد، در ۲۵ آبان ۱۳۸۸ به عنوان وزیر رفاه و تأمین اجتماعی، از مجلس رای اعتماد گرفت.

### شبهات در آراء
در پایان رای‌گیری برای رأی اعتماد، شمار رأی دهندگان برای محصولی یک بار ۲۷۳ و بار دیگر ۲۷۵ نفر اعلام شد. در پایان، محصولی نیم درصد بیش از نصف آراء را به دست آورد. برخی از نمایندگان مجلس معتقد بودند وزیر نصف به علاوه یک رای باید بیاورد و خواستار ابطال وزارت او شدند ولی علی لاریجانی رئیس وقت مجلس این موضوع را رد کرد، لاریجانی همچنین اعلام کرد خود آراء را شمرده و صحت آن را تأیید کرد. محصولی ضعیف‌ترین رأی اعتماد برای وزارت کشور در تاریخ جمهوری اسلامی ایران را به دست آورد. محمدرضا باهنر نائب رئیس وقت مجلس هشتم دربارهٔ آرای محصولی گفت: این رای، رای ضعیفی است و به نصف نمایندگان حاضر در جلسه بسیار نزدیک است.

### انتخابات ریاست جمهوری دهم
در خرداد ۱۳۸۸ و در جریان انتخابات ۲۲ خرداد دهمین دوره ریاست جمهوری، صادق محصولی وزارت کشور جمهوری اسلامی را برعهده داشت. او در ساعات اولیه بیست و سوم خرداد، محمود احمدی‌نژاد را به عنوان پیروز انتخابات ۱۳۸۸ معرفی نمود. قبل از اعلام نتیجه انتخابات توسط وی، اعلام پیروزی میرحسین موسوی قبل از پایان رای‌گیری، شبهاتی در رابطه با نتایج پدید آورد و اعتراضاتی در این زمینه را به دنبال داشت.

## نقض حقوق بشر
وی در زمان تصدی وزارت کشور بر همه نیروهای پلیس نیروهای امنیتی وزارت کشور نیروهای نظامی لباس شخصی اقتدار داشت. نیروهای تحت امر او، مسئول حمله به خوابگاه‌های دانشگاه تهران در ۲۴ خرداد ۱۳۸۸ (۱۴ ژوئن ۲۰۰۹) و شکنجه دانشجویان در زیرزمین ساختمان وزارت کشور بودند. سایر مخالفان دستگیر شده نیز در بازداشگاه کهریزک در شرایط وخیم بازداشت می‌شدند که توسط نیروهای تحت امر صادق محصولی فعالیت می‌کردند.

## تحریم اتحادیه اروپا
اتحادیه اروپا طی تصمیم مورخ ۱۸ مهر ۱۳۹۰ (۱۰ اکتبر ۲۰۱۱)، ۲۹ مقام ایرانی از جمله صادق محصولی را به دلیل نقشی که در نقض گسترده و شدید حقوق شهروندان ایرانی داشته‌اند، از ورود به کشورهای این اتحادیه محروم کرد. کلیه دارایی‌های این مقامات نیز در اروپا توقیف خواهد شد.

## یادداشت
1. ↑  استعفای محصولی از سپاه، پس از مخالفت سید یحیی صفوی جانشین وقت فرمانده کل سپاه پاسداران، با اعطای درجهٔ سرتیپ تمام به محصولی رخ داد.[۱]